# 이선 필립스
이선 필립스(Ethan Phillips, 1955년 2월 8일 ~ )는 미국의 배우이다.

## 출연 작품
- 이레셔널 맨